# Jódar, Jaén
Jódar este un oraș din Spania, situat în provincia Jaen din comunitatea autonomă Andaluzia. Are o populație de 12.150 de locuitori.
1. ↑  Nomenclátor Geográfico de Municipios y Entidades de Población (20240402 edition)